# Знаменский, Пётр Алексеевич
Пётр Алексеевич Знаменский (1878, Вологда — 1968, Ленинград) — российский и советский педагог, физик-методист, член-корреспондент АПН РСФСР, доктор педагогических наук, профессор. Заслуженный деятель науки РСФСР (1959).

## Биография
Родился в 1878 году в городе Вологда, Высшее образование получил на физико-математическом факультете Петербургского университета, среди наставников был О. Д. Хвольсон. Во время обучения начал преподавательскую деятельность в реальном училище в Кронштадте.
В 1904 году работал преподавателем в Оболенской гимназии и Тенишевском училище. В 1910 году была издана его первая научная работа «Практические занятия по физике для учащихся средней школы».
В начале 1910-х годов принимал участие в работе дидактической комиссии Русского физико-химического общества, в организации педагогической секции Второго Менделеевского съезда 1911 года и Первого Всероссийского съезда преподавателей физики, химии и космографии в 1913 года, в работе комиссии по реформе школы, в организации Всероссийского совещания преподавателей физики, химии и космографии в 1917 года.
В первые годы Советской власти им и О. Д. Хвольсоном в Петрограде была создана «Палата по наглядным пособиям», которая занималась разработкой и изданием новых учебных пособий, а также проводила выставки, обучение учителей.
С 1918 года вёл научно-педагогическую работу в вузах и научно-исследовательских учреждениях Петрограда, в частности работал в Педагогической академии.
С 1920 года работал в ЛГПИ (ныне — РГПУ) им. А. И. Герцена, где возглавлял кафедру методики обучения физики, возглавлял кафедру до 1963 года.
В годы Великой Отечественной войны работал в Государственном научно-исследовательском институте школ в Москве.
С 1944 по 1946 год работал в заведующим кафедрой физики Ленинградского городского института усовершенствования учителей.
В 1943 году была создана Академии педагогических наук, в этом же году Знаменский был избран её членом-корреспондентом, в 1945-60 годах работал в НИИ педагогики АПН, где возглавляет сектор методики физико-математических предметов.
С 1946 по 1949 год являлся главным редактором журнала «Физика в школе».

## Научные интересы
Научные интересы учёного были сосредоточены в области методологии преподавания физики в средней школе и её истории. Его исследования касались вопросов оборудования физического кабинета, постановки практических занятий, связи физики с математикой и химией, взаимосвязи общего образования с политехническим и профессиональным обучением. Является автором большого количества учебников и учебных пособий для средней школы и педагогических институтов.
Является автором более 85 научных работ посвящённых методики преподавания физики.

## Избранные труды
- Практические занятия по физике, М., 1925 (соавт.)
- Очерки по истории преподавания физики в России, Л., 1945
- Лабораторные занятия по физике в средней школе, ч. 1 — 2, Л., 1955
- Методика преподавания физики в средней школе, Л., 1955
- Сборник вопросов и задач по физике. Для 8 — 10 классов средней школы, M., 1962